# Abèlia
Abèlia (Abelia) és un gènere de plantes amb flor de la família Caprifoliaceae.

## Particularitats
El gènere Abelia va ser creat pel botànic John Lindley (1799-1865) en referència al seu col·lega el botànic Clarke Abel (1780-1826).
Hi ha unes 30 espècies. Moltes són originàries de l'extrem Orient, ans que algunes abèlies provenen del Mèxic.

## Taxonomia
- Abelia aitchinsonii
- Abelia biflora - (Xina)
- Abelia buddleioides - (Xina)
- Abelia chinensis - (Xina)
- Abelia coriacea - (Mèxic)
- Abelia corymbosa - (Ásia Central)
- Abelia curviflora - (Japó)
- Abelia dielsii - (Xina)
- Abelia engleriana - (Sichuan, Xina)
- Abelia fargesii - (Japó)
- Abelia floribunda - (Mèxic)
- Abelia forrestii - (Xina)
- Abelia integrifolia - (Japó)
- Abelia ionostachya - (Japó)
- Abelia macrotera - (Xina)
- Abelia mexicana - (Mèxic)
- Abelia mosanensis - (Corea)
- Abelia occidentalis - (Mèxic)
- Abelia parvifolia - (Xina)
- Abelia serrata - (Japó)
- Abelia spathulata - (Japó)
- Abelia speciosa - (Mèxic)
- Abelia tomentosa - (Japó)
- Abelia taihyonii - (Corea)
- Abelia triflora - (Himalaia)
- Abelia umbellata - (Sichuan, Xina)